# دهیدنیا
دهیدنیا (انگلیسی: Dehideniya) یک روستا در کشور سری‌لانکا است.